# Албрехт I (Хабсбург)
Вижте пояснителната страница за други личности с името Албрехт I.
Албрехт I фон Хабсбург (на немски: Albrecht I von Habsburg; * 1016, † ок. 1055) е от 1045 г. граф на Хабсбург.

## Биография
Той е най-възрастният син на граф Радбот (985 – 1045) и съпругата му Ита фон Лотарингия (995 – 1035), дъщеря на херцог Фридрих I от Горна Лотарингия и Беатрис Френска.. Родителите му строят замък Хабсбург и основават манастир Мури в Швейцария през 1027 г.
След смъртта на баща му през 1045 г. Албрехт I и братята му Ото I (1015 – 1055, неженен) и на Вернер I (1025 – 1096, женен), наследяват баща им и си поделят наследството му.
Албрехт I не е женен и умира ок. 1055 г. Брат му Вернер I наследява графството.